# ديشبوداق (أديامان)
ديشبوداق (بالكردية: Têşbidax‏) (بالتركية: Dişbudak)‏ هي قرية كرديّة رشوانيّة تتبع إداريّاً لمديرية أديامان في محافظة أديامان التركية الواقعة في جنوب شرق الأناضول. بلغ عدد سكانها 80 نسمة في عام 2021.